# Rongellen
Rongellen é uma comuna da Suíça, no Cantão Grisões, com cerca de 43 habitantes. Estende-se por uma área de 2,04 km², de densidade populacional de 21 hab/km². Confina com as seguintes comunas: Lohn, Sils im Domleschg, Thusis, Zillis-Reischen.
A língua oficial nesta comuna é o Alemão.